# 利根山光人

「太陽とこども」（1982年）
横浜駅西口の中央通路（旧・東西自由通路）階段上部に日本交通文化協会が1982年4月に設置した陶板レリーフ
（2017年6月8日撮影 ※同月11日より西口駅ビル工事のため非展示）
（※2020年5月より作品の一部を同駅地下1階の相鉄線連絡通路に移設展示）

利根山 光人（とねやま こうじん、1921年9月19日 - 1994年4月14日）は日本の美術家、画家。メキシコを題材とした情熱的な作品を数多く残し太陽の画家と呼ばれた。茨城県結城市出身。

## 人物概要
6人兄弟の末子として生まれる。幼時より創作活動を行っていた。早稲田大学高等師範部国語漢文科（現在の教育学部国語国文学科）卒業後は、静岡県の農業学校、栃木県立烏山高等女学校、海城学園に国語教員として勤務した。その後、一時教員生活を去り、メキシコなどへ渡航した。シケイロス、オロスコなど壁画作家の影響を受ける。帰国後は聖徳学園高等保育学校、聖徳学園短期大学などで教えながら、創作活動を行う。
メキシコのマヤ文明をテーマにした作品（リトグラフ、油彩）を数多く残し、日本芸術大賞やメキシコにおける最高文化勲章であるアギラ・アステカ・ブラーカ賞などを受賞した。版画製作開始後は瑛九や泉茂や早川良雄らによって結成されたデモクラート美術家協会に参加した。晩年は岩手県北上市展勝地近くにアトリエを構え、創作活動をした。アトリエは現在、利根山光人記念美術館として公開されている。
海城高校時代の教え子に窪島誠一郎がいる。

## 受賞・表彰等
- アギラ・アステカ・エンコミエンダ賞（1972年、メキシコ政府）
- 紺綬褒章（1973年）
- 第6回吉田五十八賞（1981年）
- 第17回日本芸術大賞（1985年）
- アギラ・アステカ・ブラーカ賞（1986年、メキシコ政府）

## 著書
- 『チャックの笑い 未開の国・文明の国』三彩社 1961
- 『メキシコ 火と神話の国』雪華社 1964
- 『マヤ』暮しの手帖社 1969
- 『メキシコの美 よみがえる民族の声』日本放送出版協会 1969
- 『古代メキシコ拓本集』採拓と解説: 美術出版社 1971
- 『メキシコの民芸』平凡社 1972
- 『装飾古墳 利根山光人スケッチ画集』平凡社 1976
- 『メキシコ民芸の旅』平凡社カラー新書 1976
- 『日曜画家の版画入門』実業之日本社 1978
- 『利根山光人素描集』綜合美術社 1979 現代洋画素描シリーズ
- 『メキシコ曼陀羅』小沢書店 1981
- 『メヒコ・マヒコ エッセイ&スケッチ』筑摩書房 1989
- 『利根山光人展 太陽と古代・そして永遠への憧憬』世田谷美術館 1995